# Bocca della Verità
A Bocca della Verità, vagyis az Igazság szája egy kerek, az antik korból fennmaradt faragott kőkorong, amely Rómában, a Santa Maria in Cosmedin-templom előcsarnokában áll.
A maszk egy folyóisten arca. Szája helyén egy lyuk tátong, amelybe az ember bedughatja a kezét, és ha hazudós – legalábbis a legenda szerint – a fej leharapja a végtagot.
A legenda valószínűleg a római időkből származik, a kőkorong feltételezhetően kút vagy valamilyen lefolyó volt. Története a következő: egy gazdag férfi arra gyanakodott, hogy felesége megcsalja, ezért elhatározta, elviszi az Igazság szájához. A nő megkérte szeretőjét, hogy férje előtt váratlanul, bolondot színlelve ölelje át és csókolja meg. Amikor ez megtörtént, a feleség úgy tett, mintha nem ismerné a férfit. Amikor a nő bedugta kezét a kőmaszk szájába, nyugodtan mondhatta, hogy férjén és az előbbi bolondon kívül senki nem ölelte még őt. A maszk nem harapta le a kezét, de megharagudott, és azóta nem hajlandó megcsonkítani a hazudósokat.

## Populáris média
A maszk szerepet kap a Római vakáció című 1953-as amerikai filmben. Gregory Peck bedugja kezét a szájba, majd eljátssza a rémült Audrey Hepburnnek, hogy a szobor leharapta azt. A filmnek ez a részlete a YouTube-on is megtekinthető.